# Douglas Hickox
Pour les articles homonymes, voir Hickox.
Douglas Hickox est un réalisateur britannique, surtout connu comme réalisateur de films d'action, né le 10 janvier 1929 à Londres, ville où il est mort le 25 juillet 1988.

## Parcours
Douglas Hickox a travaillé comme assistant réalisateur et réalisateur de seconde équipe, pendant les années 1950 et le début des années 1960. Il a réalisé son premier film en 1959, Behemoth the Sea Monster, coréalisé avec le chef décorateur Eugène Lourié. Son travail a été rapidement remarqué pour l'efficacité de ses séquences d'action et la qualité de sa réalisation. Après 1980, Hickox a tourné essentiellement pour la télévision. 
Parmi ses films les plus connus, on compte La Cible hurlante (1972), Théâtre de sang (1973), Brannigan (1975), L'Ultime Attaque (1979). Il est mort en 1988, pendant une opération à cœur ouvert.
Douglas Hickcox a été marié à Anne V. Coates, chef monteuse récompensée par un Oscar pour Lawrence d'Arabie. Après la mort de Hickcox, le British Independent Film Awards (BIFA), grâce à un legs de la seconde épouse de Douglas Hickox, Annabel, a créé le Douglas Hickox Award, décerné à un réalisateur britannique pour son premier long métrage. 
Les fils de Douglas Hickox, Anthony Hickox et James Hickox sont eux aussi réalisateurs, sa fille Emma (en) est chef monteuse.

## Filmographie
- 1959 : Béhémot, le monstre des mers (Behemoth the Sea Monster) coréalisé avec Eugène Lourié
- 1963 : It's All Over Town
- 1964 : Just for You (en)
- 1969 : Les Bicyclettes de Belsize
- 1970 : Le Frère, la Sœur et l'Autre (Entertaining Mr. Sloane)
- 1972 : La Cible hurlante (Sitting Target)
- 1973 : Théâtre de sang (Theater of Blood)
- 1975 : Brannigan
- 1976 : Intervention Delta (Sky Riders)
- 1979 : L'Ultime Attaque (Zulu Dawn)
- 1981 : The Phoenix (série télévisée)
- 1983 : Le Chien des Baskerville (The Hound of the Baskervilles) (TV)
- 1984 : L'Amour en héritage (Mistral's Daughter) (série télévisée)
- 1984 : The Master of Ballantrae (TV)
- 1985 : Blackout, l'obsession d'un flic (en)
- 1986 : La Griffe du destin (Sins) (série télévisée)
- 1987 : À nous deux, Manhattan (I'll Take Manhattan) (série télévisée)
- 1988 : Dirty Dozen: The Series (série télévisée)

## Source
- (en) Cet article est partiellement ou en totalité issu de l’article de Wikipédia en anglais intitulé « Douglas Hickox » (voir la liste des auteurs).